# 21004 Theresemarjou
21004 Theresemarjou este o planetă minoră (asteroid), cu un diametru de 3,559 km, din centura de asteroizi. A fost descoperită pe 22 ianuarie 1988 la Observatorul La Silla de Henri Debehogne. 
Obiectul prezintă o orbită caracterizată de o semiaxă mare de 2,6183108 UAi, o excentricitate de 0,2, o înclinație de 4,11376 ° în raport cu ecliptica.